# Casbia asinina
Casbia asinina là một loài bướm đêm trong họ Geometridae.